# Ольсен, Фритьоф
Фритьоф Ольсен (норв. Frithjof Olsen; 30 ноября 1882, Драммен, Бускеруд — 22 февраля 1922, Кристиания) — норвежский гимнаст, призёр летних Олимпийских игр.
Сначала Ольсен вместе со своей командой победил на неофициальных Олимпийских играх 1906 года в Афинах, однако полученные на соревнованиях награды не признаются Международным олимпийским комитетом, так как Игры прошли без его согласия.
На Играх 1908 года в Лондоне Ольсен участвовал в командном первенстве, в котором его сборная заняла второе место. Он также соревновался в индивидуальном соревновании, но его точное место и результат неизвестны.
Через четыре года он выступал за норвежскую сборную на Олимпиаде 1912 года в Стокгольме. В соревновании по шведской системе его команда заняла третье место.